# C. W. Kelsey Manufacturing Company

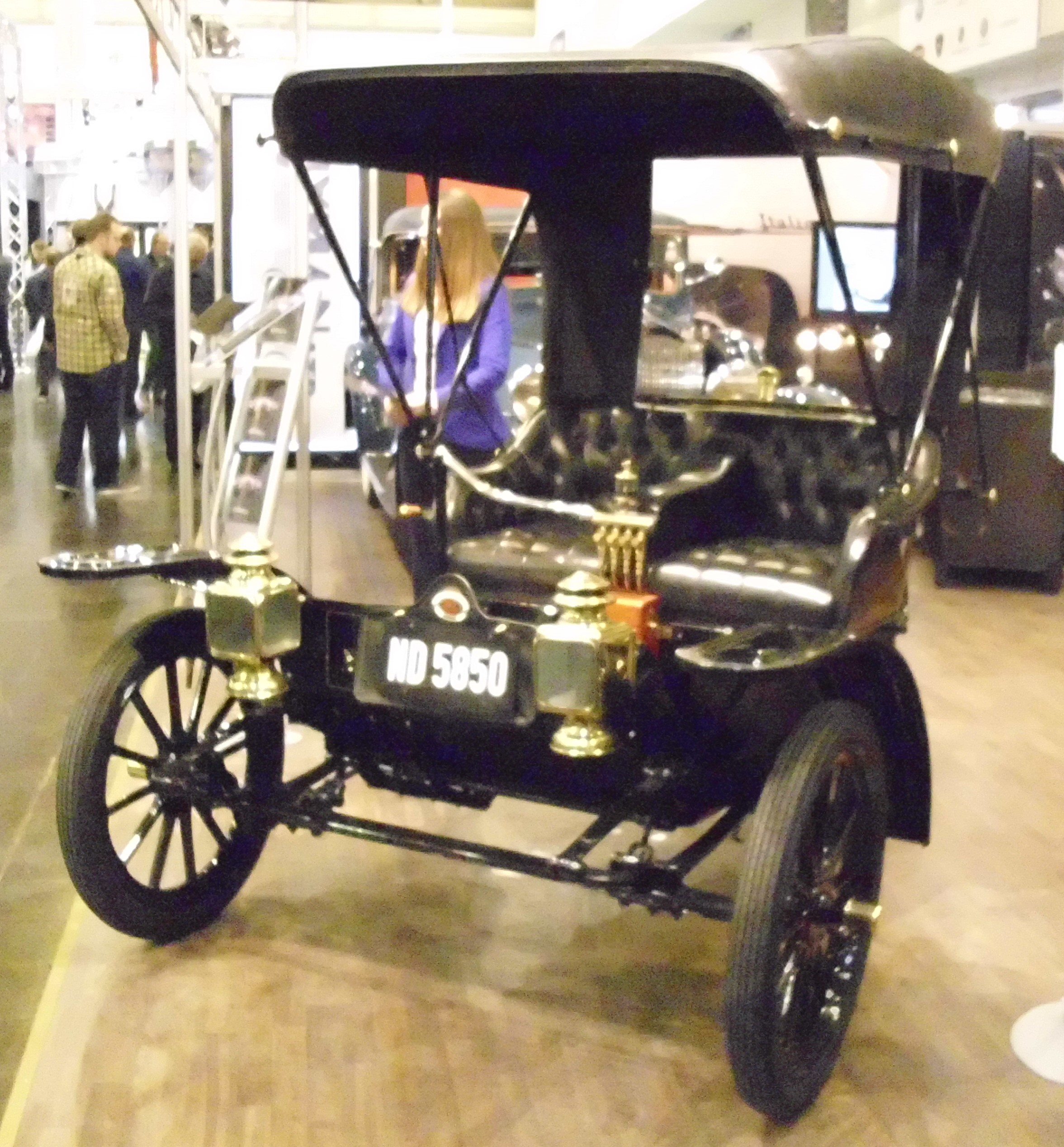
Motorette von 1911

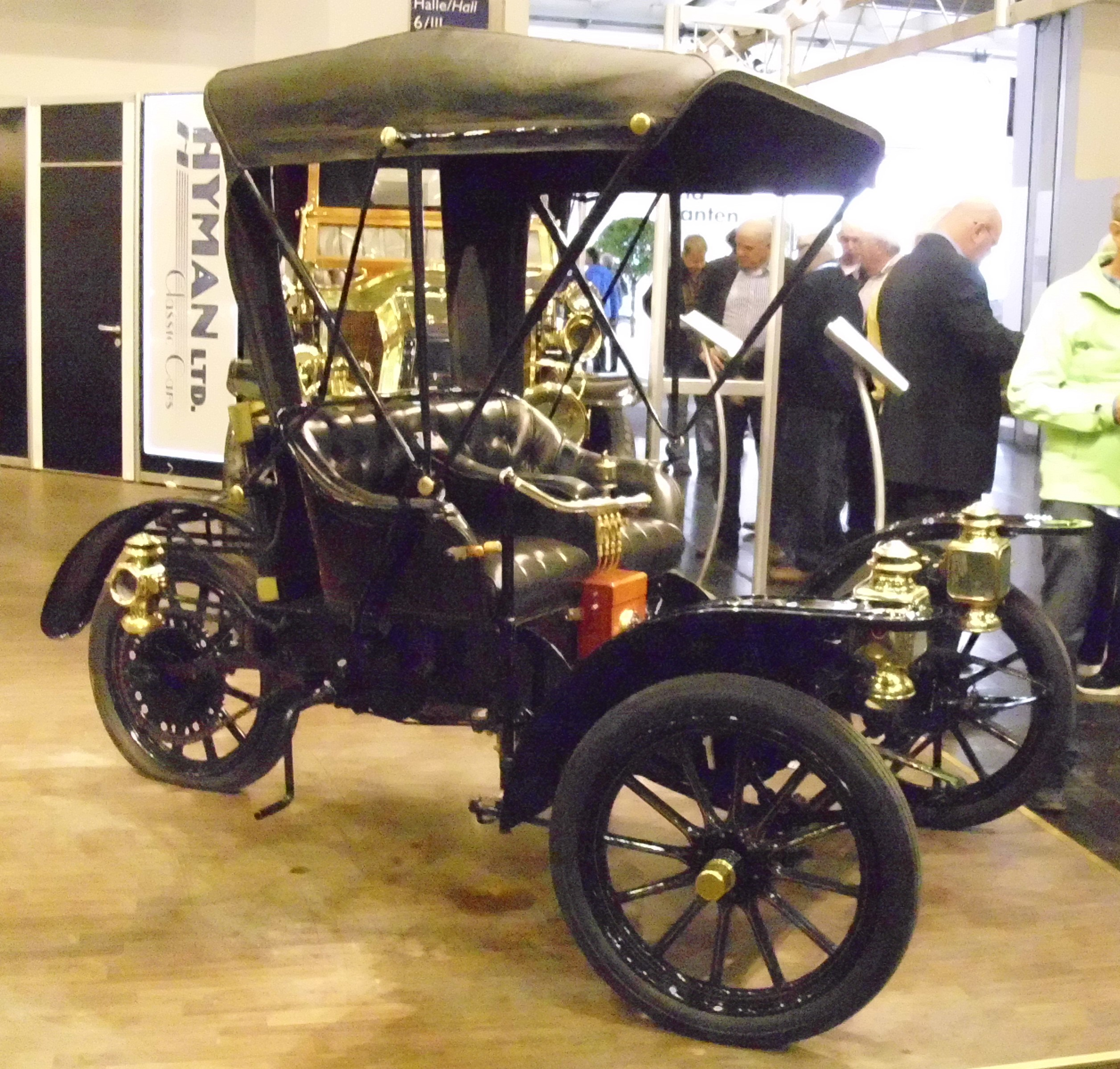
Seitenansicht

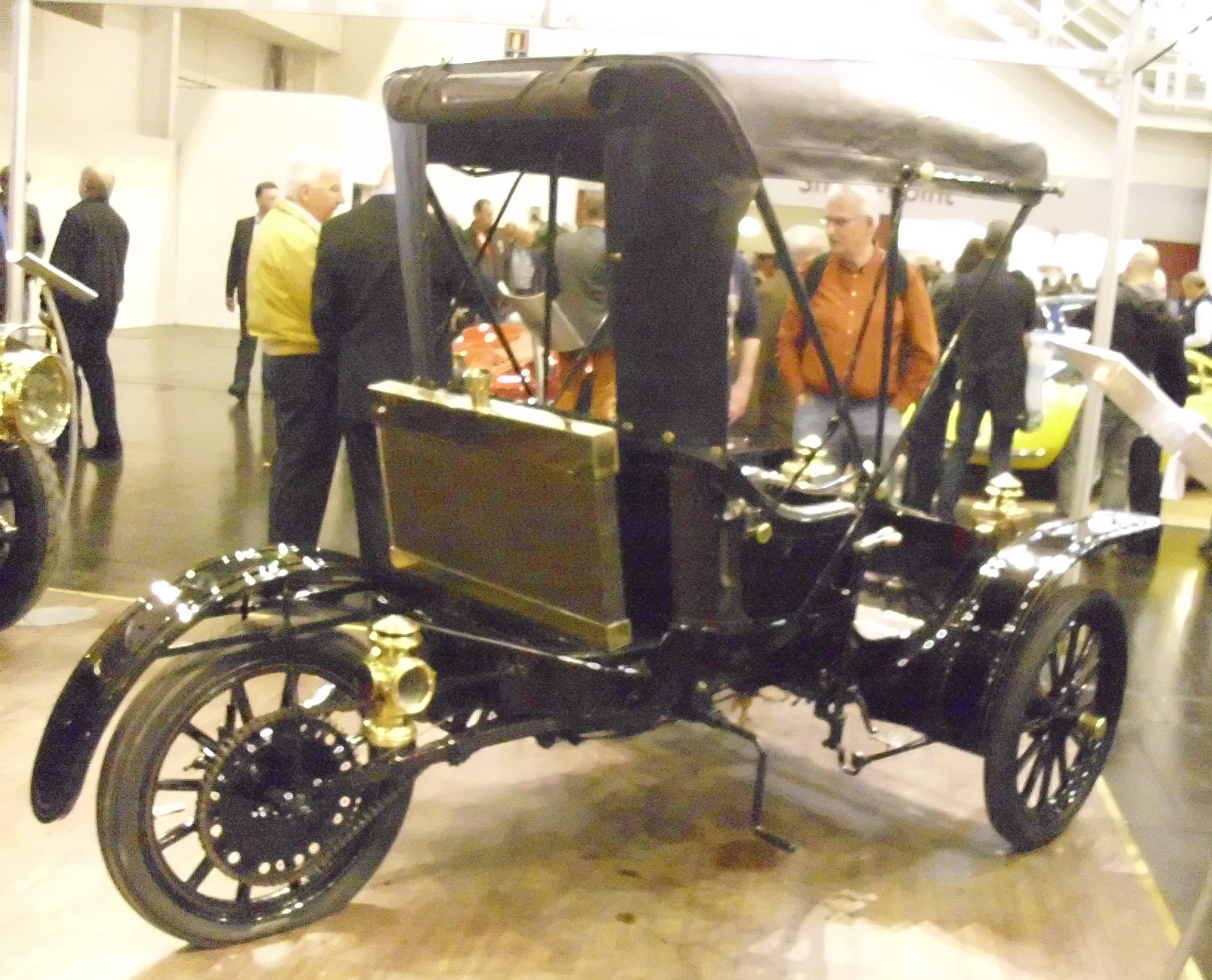
Heckansicht

C. W. Kelsey Manufacturing Company war ein US-amerikanischer Hersteller von Automobilen.

## Unternehmensgeschichte
Cadwallader Washburn Kelsey hatte bereits Erfahrungen im Automobilbau gesammelt. 1910 gründete er das Unternehmen in Hartford in Connecticut. Im gleichen Jahr entwarf er einen vierrädrigen Prototyp, der nicht in Serienproduktion ging. Kelsey arbeitete daraufhin an einem Dreirad. Es wurde Silvester 1910 im Grand Central Palace in New York City präsentiert. 1911 begann die Serienproduktion. Der Markenname lautete Motorette. Exporte erfolgten bis nach Dänemark, Japan und Kanada. Eine zweite Quelle nennt zusätzlich Mexiko. Im September 1913 endete die Serienproduktion. Einige Fahrzeuge wurden noch 1914 fertiggestellt. Insgesamt entstanden 210 Fahrzeuge.
Kelsey gründete 1920 die Kelsey Motor Company.

## Fahrzeuge
Der Vierrad-Prototyp war der Spartan. Er hatte einen Vierzylindermotor, ein Dreiganggetriebe und Kardanantrieb. Das Fahrgestell hatte 264 cm Radstand. Der offene Tourenwagen hatte vier Türen. Er sollte gegen das Ford Modell T konkurrieren. Nachdem Ford die Preise deutlich senkte, erkannte Kelsey, dass er damit nicht konkurrieren konnte.
Stattdessen erschien 1911 ein Dreirad. Ein Zweizylinder-Zweitaktmotor wurde zugekauft. Er war luftgekühlt und leistete 7 PS. Eine andere Quelle gibt 10 PS an. Er trieb über eine Kette das einzelne Hinterrad an. Einige Motoren erwiesen sich als fehlerhaft. Eine zweite Quelle gibt an, dass Lycoming die Motoren lieferte, aufgrund eines Streiks in Verzug war, und Kelsey die Fahrzeuge nach dem Motoreneinbau ungetestet verkaufte. In den Motoren war Sand, und eine Quelle vermutet, das sei vorsätzlich durch die Streikenden geschehen. Damit war der Ruf ruiniert. Kelsey wechselte den Motorenlieferanten und verwendete nun Viertaktmotoren. Später kam auch Wasserkühlung.
1911 erschien das Model M. Der Radstand betrug 188 cm. Der Aufbau war ein Runabout mit zwei Sitzen. Der Neupreis betrug mit 385 US-Dollar etwa die Hälfte des Ford Modell T.
1912 gab es das Model A als Runabout, das Model L als offenen Lieferwagen und das Model N als leichten Lieferwagen.
1913 wurde der Radstand auf 183 cm reduziert. Model M-1 war ein zweisitziger Runabout und Model R-1 eine zweisitzige Autorikscha, die speziell in Japan verkauft wurde.
1914 änderte sich nichts mehr.
Pläne für ein Elektroauto, an dem Thomas Alva Edison mitwirkte, wurden nicht mehr umgesetzt.
Ebenso gab es 1914 Pläne für einen vierrädrigen Kleinwagen in der Größe eines Cyclecars mit Vierzylindermotor, die nicht zu einer Serienproduktion führten.

## Modellübersicht
| Jahr      | Marke     | Modell    | Zylinder | Leistung (PS) | Radstand (cm) | Aufbau            |
| --------- | --------- | --------- | -------- | ------------- | ------------- | ----------------- |
| 1910      | Spartan   |           | 4        |               | 264           | Tourenwagen       |
| 1911      | Motorette | Model M   | 2        | 10            | 188           | Runabout          |
| 1912      | Motorette | Model A   | 2        | 10            | 188           | Runabout          |
| 1912      | Motorette | Model L   | 2        | 10            | 188           | Conv. Delivery    |
| 1912      | Motorette | Model N   | 2        | 10            | 188           | Light Delivery    |
| 1913–1914 | Motorette | Model M-1 | 2        | 10            | 183           | Runabout 2-sitzig |
| 1913–1914 | Motorette | Model R-1 | 2        | 10            | 183           | Rikscha 2-sitzig  |